# Aparna Venkatesan
Aparna Venkatesan (Hindi अपर्णा वेंकटेशन) ist eine indisch-US-amerikanische Astronomin und Astrophysikerin. Sie ist Professorin für Astronomie und Physik an der University of San Francisco und beschäftigt sich insbesondere mit den ersten Sternen und Quasaren im Universum sowie mit Kulturastronomie und Weltraumpolitik.

## Leben
Venkatesan wuchs in Indien auf und zog für ihr Astronomiestudium an der Cornell University in den Vereinigten Staaten. Danach absolvierte sie ein Master- und Promotionsstudium in Astronomie und Astrophysik an der University of Chicago. Anschließend arbeitete sie als Postdoktorandin an der University of Colorado, Boulder, bevor sie Professorin an der University of San Francisco wurde.
Sie setzt sich für Diversität und Inklusion in den Wissenschaften ein, insbesondere durch Partnerschaften mit indigenen Gemeinschaften weltweit und Förderung von Frauen und Minderheiten in STEM-Fächern.
Persönlich hat Venkatesan eine enge Verbindung zur Kultur und Spiritualität Indiens, was sich insbesondere nach dem Tod ihres Vaters im Jahr 2020 in ihrer Wahrnehmung der Mondzyklen widerspiegelte, die sie als „Trauerkalender“ bezeichnet.

## Wirken
Venkatesans Forschungsschwerpunkte sind Kosmologie, Kulturastronomie sowie die politischen und ökologischen Auswirkungen der Raumfahrt. Sie untersucht insbesondere die Auswirkungen von Satellitenkonstellationen auf astronomische Beobachtungen und setzt sich für den Schutz des Nachthimmels als globales Kulturerbe ein.
In der Weltraumpolitik kritisiert sie die zunehmende Kommerzialisierung und Privatisierung des Weltraums, welche koloniale Praktiken fortsetze und ökologische wie soziale Ungerechtigkeiten verschärfe. Sie fordert zur Sicherstellung einer nachhaltigen und verantwortungsvollen Nutzung die Behandlung des Weltraums als globales Gemeingut, ähnlich wie im Falle der Antarktis.
Gemeinsam mit John Barentine prägte sie im Jahr 2023 den Begriff Noctalgia („Nachtalgie“), welcher die kollektive Trauer über den Verlust dunkler Sternenhimmel ausdrückt. Dieser Begriff fand alsbald globalen Anklang in Kunst, Medien und Wissenschaftskommunikation.
Sie ist Kovorsitzende des Komitees zum Schutz der Astronomie und Weltraumumwelt (COMPASSE) der American Astronomical Society und veröffentlichte zahlreiche wissenschaftliche und populärwissenschaftliche Beiträge.
Venkatesan erhielt mehrere Auszeichnungen, darunter den Distinguished Research Award der University of San Francisco und das Cottrell Scholar Stipendium. Sie spricht regelmäßig auf internationalen Konferenzen und setzt sich für eine inklusive und ethische Weltraumpolitik ein.